# Maria Ligorio
Maria Ligorio (San Michele Salentino, 25 giugno 1970) è un'ex atleta paralimpica italiana non vedente.

## Biografia
Maria Ligorio nasce nel 1970 e all'età di un anno perde totalmente la vista. Rivelatasi una velocista di valore, ha iniziato a gareggiare nel 1989, in seguito a un trasferimento a Roma per lavoro. Durante un decennio ha partecipato a tre edizioni dei Giochi paralimpici estivi, a tre Campionati mondiali e quattro Campionati europei, nelle specialità dei 100, 200, 400 m piani e nella staffetta 4×100 m.
Dopo aver partecipato nel 2000 alle Paralimpiadi di Sydney, per motivi personali, ha lasciato l'agonismo internazionale e si dedica all'arrampicata sportiva. Tuttavia, ha partecipato ai Campionati italiani nel 2012, in occasione dell'ammissione ai Giochi di Londra e ha ottenuto il miglior risultato per la categoria T11 (ciechi assoluti) nei 100 e nei 200 m piani.

## Palmarès
| Anno | Manifestazione       | Sede       | Evento          | Risultato | Prestazione | Note                          |
| ---- | -------------------- | ---------- | --------------- | --------- | ----------- | ----------------------------- |
| 1991 | Europei IBSA         | Caen       | 100 m piani B1  | Bronzo    |             |                               |
| 1991 | Europei IBSA         | Caen       | 4×100 m B1-3    | Bronzo    |             |                               |
| 1992 | Giochi paralimpici   | Barcellona | 100 m piani B1  | 5ª        | 14"51       |                               |
| 1992 | Giochi paralimpici   | Barcellona | 200 m piani B1  | Batteria  | 30"24       |                               |
| 1993 | Europei IBSA         | Dublino    | 100 m piani B1  | Bronzo    | 14"28       |                               |
| 1993 | Europei IBSA         | Dublino    | 200 m piani B1  | Argento   | 28"01       |                               |
| 1993 | Europei IBSA         | Dublino    | 400 m piani B1  | Bronzo    | 1'07"0      |                               |
| 1994 | Mondiali paralimpici | Berlino    | 100 m piani B1  | 4ª        | 13"54       |                               |
| 1994 | Mondiali paralimpici | Berlino    | 200 m piani B1  | 5ª        | 28"04       |                               |
| 1995 | Europei IBSA         | Valencia   | 100 m piani B1  | Oro       | 12"87       |                               |
| 1995 | Europei IBSA         | Valencia   | 200 m piani B1  | Argento   | 27"11       |                               |
| 1995 | Europei IBSA         | Valencia   | 400 m piani B1  | Bronzo    | 1'04"69     |                               |
| 1996 | Giochi paralimpici   | Atlanta    | 100 m piani T10 | 4ª        | 13"02       |                               |
| 1996 | Giochi paralimpici   | Atlanta    | 200 m piani T10 | Bronzo    | 26"23       |                               |
| 1996 | Giochi paralimpici   | Atlanta    | 400 m piani T10 | Bronzo    | 1'00"11     | Miglior prestazione personale |
| 1997 | Europei IBSA         | Riccione   | 100 m piani T10 | Argento   | 12"95       |                               |
| 1997 | Europei IBSA         | Riccione   | 200 m piani T10 | Argento   | 26"17       | Miglior prestazione personale |
| 1997 | Europei IBSA         | Riccione   | 400 m piani T10 | Argento   | 1'00"43     |                               |
| 1998 | Mondiali IBSA        | Madrid     | 100 m piani T10 | Bronzo    | 12"95       | [ 4 ]                         |
| 1998 | Mondiali IBSA        | Madrid     | 200 m piani T10 | Bronzo    | 26"26       |                               |
| 2000 | Giochi paralimpici   | Sydney     | 100 m piani T11 | 6ª        | 12"95       |                               |
| 2000 | Giochi paralimpici   | Sydney     | 200 m piani T11 | Argento   | 26"62       |                               |

## Campionati nazionali
1995
- Oro ai campionati italiani (Ostia), 100 m piani B1 - 28"39

## Altre competizioni internazionali
1993
- 4ª alla manifestazione I campioni per i campioni ( Roma), 100 m piani B1 - 13"90

1994
- Oro alla manifestazione Partita del cuore ( Napoli), 100 m piani B1 - 13"3

1999
- Argento ai Mondiali IAAF, gare dimostrative ( Siviglia), 100 m piani T10 - 12"81

## Onorificenze
- 1991: Medaglia di bronzo CONI (3ª class. campionato europeo staffetta 4×100 m e 100 m piani)[5]
- 1993: Medaglia di bronzo CONI (3ª class. campionato europeo 200 m e 400 m piani)[5]
- 1995: Medaglia d'argento CONI (campione europeo 100 m piani)[5]
- 1995: Medaglia di bronzo CONI (2ª e 3ª class. campionato europeo 200 m e 400 m piani)[5]
- 1996: Medaglia d'argento CONI (3ª class. alle Olimpiadi 200 m e 400 m piani)[5]
- 1996: Medaglia di bronzo CONI (4ª class. alle Olimpiadi 100 m piani)[5]
- 1997: Medaglia di bronzo CONI (2ª class. campionato europeo 100 m, 200 m e 400 m piani)[5]
- 1998: Medaglia d'argento CONI (3ª class. campionato mondiale 100 m e 200 m piani)[5]
- 2000: Medaglia d'oro CONI (2ª class. alle Olimpiadi 200 m piani)[5]
- 2000 Medaglia di bronzo CONI (6ª class. alle Olimpiadi 100 m piani)[5]